# 鄺穎茵
鄺穎茵（Kwong Wing Yan，1984年7月25日—），生於香港，香港女子足球員，司職前鋒及右中場，曾擔任香港女子足球代表隊、香港女子足球聯賽球會傑志的隊長。

## 球會生涯
鄺穎茵生於香港，在7歲首次接觸足球，到1996年參加了市政局與香港足球總會合辦的青訓計劃。其後就被浦島（現時改名加山）的教練看中邀請加盟，與家人商量後，鄺穎茵決定以12歲之齡加入球隊參與香港女子足球聯賽，而香港足球總會亦因為她而降低了球員年齡的下限。
後加入龍門女子足球隊，為龍門女足奪得2016–17年香港女子聯賽足總盃一戰中的入球功臣。2017-18年球季傑志體育會為重投女子足球聯賽，吸納龍門女足，重組為傑志女子足球隊，作為原有主力的鄺穎茵亦隨之效力傑志，並擔任隊長。

## 國際賽生涯
鄺穎茵首次入選香港女子足球代表隊，一說是13歲時，一說是16歲。在2004年亞洲盃對馬爾代夫時取得第一個國際賽入球，不過於2000年曾經有段時間要位居後備，幸好朱志光（現時傑志主教練）接任女子隊教練後，再度起用鄺穎茵當正選，2009年更得到會長陳瑤琴的信任，接過隊長臂章。2017年3月12日，香港於將軍澳運動場主場迎戰新加坡的國際友誼賽，後備入替的鄺穎茵於80分鐘射入世界波，最終香港以2–0勝出。

## 後期生活
2021年，她透過香港警務處的「警隊運動員招募計劃」（SPREAD）加入警隊，曾擔任軍裝巡邏小隊警員，及任職於警察招募組。2025年她代表香港警隊參加中华人民共和国第十五届运动会的五人制女子足球賽老將組賽事，奪得銀牌。

## 外部連結
- 香港足球總會網頁球員註冊資料 （页面存档备份，存于）
- 香港五人足球球員註冊資料